# Teleochilus
Teleochilus é um gênero de gastrópodes pertencente a família Raphitomidae.

## Espécies
- †Teleochilus gracillinum (Tenison Woods, 1876)
- Teleochilus royanus Iredale, 1924[2]

Espécies trazidas para a sinonímia
- Teleochilus biconicus Hedley, 1903: sinônimo de Benthofascis biconica (Hedley, 1903)
- Teleochilus sarcinulum Hedley, 1905: sinônimo de Benthofascis sarcinula (Hedley, 1905)